# 纪念中国人民志愿军抗美援朝出国作战70周年大会
纪念中国人民志愿军抗美援朝出国作战70周年大会，是中国共产党中央委员会、中华人民共和国国务院于2020年10月23日在北京人民大会堂召开的一次纪念大会，旨在纪念1950年的抗美援朝出国作战。中国大陆官方在10月25日左右举行有关纪念活动，系因其所定义的“抗美援朝战争”始于1950年10月25日，即中国人民志愿军於当年10月19日进入之后参战首战的日子，而非一般所说的始于1950年6月25日的“（或“韩战”）”；中华人民共和国政府将1950年6月25日朝鲜半岛爆发的战争称之为“朝鲜内战”，将中国人民志愿军入朝参战后的后续战史称为“抗美援朝战争”。

## 经过

### 会前
10月22日，中共中央、国务院、中央军委向参加抗美援朝出国作战的、健在的志愿军老战士老同志等颁发“中国人民志愿军抗美援朝出国作战70周年”纪念章。纪念章使用紫铜胎镀金、银材质，核心部分为志愿军战士形象和70束光芒。
10月23日纪念大会召开前，中共中央总书记、国家主席、中央军委主席习近平会见了“中国人民志愿军抗美援朝出国作战70周年”纪念章获得者代表，并与他们合影。

### 会中
10月23日10时，纪念中国人民志愿军抗美援朝出国作战70周年大会在北京人民大会堂举行，大会由中共中央政治局常委、国务院总理李克强主持。中共中央总书记、国家主席、中央军委主席习近平在大会上发表讲话。中共中央政治局常委栗战书、汪洋、王沪宁、赵乐际、韩正，以及国家副主席王岐山等党和国家领导人出席大会。
首先，全体起立，齐唱中华人民共和国国歌《义勇军进行曲》，并向抗美援朝烈士默哀。
此后，习近平发表了讲话。其歌颂了1950年参加抗击侵犯朝鲜半岛的美国及其盟军的中国人民志愿军，并称“经此一战，中国人民粉碎了侵略者陈兵国门、进而将新中国扼杀在摇篮之中的图谋，新中国真正站稳了脚跟；中国人民彻底扫除了近代以来任人宰割、仰人鼻息的百年耻辱，彻底扔掉了东亚病夫的帽子，中国人民真正扬眉吐气了；中国人民打败了侵略者，震动了全世界，奠定了新中国在亚洲和国际事务中的重要地位，彰显了新中国的大国地位。”
习近平讲话完毕后，全体起立并齐唱《歌唱祖国》，会议结束。

## 其他纪念
10月22日，中国人民银行发行「中国人民志愿军抗美援朝出国作战70周年」金银纪念币一套。该套纪念币共2枚，其中金质纪念币1枚，银质纪念币1枚，均为中华人民共和国法定货币。
10月26日，习近平《在纪念中国人民志愿军抗美援朝出国作战70周年大会上的讲话》单行本由人民出版社出版，并于出版当日起在新华书店发行。

## 媒体转播
中央广播电视总台、新华网于10月23日对大会进行现场直播，人民网、央视网、中国网等中央重点新闻网站和人民日报客户端、新华社客户端、央视新闻客户端等新媒体平台也同步转播了大会。

## 有关方面的反应
此次大会是继2010年“纪念中国人民志愿军抗美援朝出国作战60周年座谈会”之后十年的一次大会，从规格上较十年前的座谈会要更为隆重；《纽约时报》关注到此次会议的高规格，并称1970年时任中共中央主席的毛泽东在考虑到恢复中美关系而淡化了20周年大会；而在美军轰炸中国驻南斯拉夫联盟大使馆事件发生后，2000年时任中共中央总书记的江泽民高调主持了抗美援朝50周年纪念大会。
在会议内容措辞方面，媒體德国之声称，中共中央高调纪念抗美援朝战争，是指向日益紧张的中美关系。“德国之声”网站还引用习近平讲话中“当今世界，任何单边主义、保护主义、极端利己主义，都是根本行不通的！任何讹诈、封锁、极限施压的方式，都是根本行不通的！”这一语句，称习近平演讲中不乏充满火药味的强硬措辞。BBC中文网、法国国际广播电台则援引分析家主张这是中国对美国的直接喊话。
此外，習近平在大會上还提到：「中國永遠不稱霸，同時也反對任何勢力侵犯跟分裂祖國的領土，中國人民將迎頭痛擊！」针对此言论，台湾方面行政院院長蘇貞昌认为：「我們從不與人衝突，但我們保衛家園的決心，一定非常堅定，我們不要戰爭，但也不要用戰爭來威脅臺灣人民。」针对苏贞昌的这一言论，大陆方面国务院台湾事务办公室发言人朱凤莲反驳稱：“苏贞昌惯于颠倒黑白，刻意挑动两岸对立，恐吓台湾民众，居心险恶。”共青团中央对此发文回应苏贞昌“您配么？”
习近平将抗美援朝战争定性为反抗帝国主义侵略，（部分）原话为“1950年6月25日，朝鲜内战爆发。美国政府从其全球战略和冷战思维出发，作出武装干涉朝鲜内战的决定，并派遣第七舰队侵入台湾海峡。1950年10月初，美军不顾中国政府一再警告，悍然越过三八线，把战火烧到中朝边境。侵朝美军飞机多次轰炸中国东北边境地区，给人民生命财产造成严重损失，我国安全面临严重威胁。值此危急关头，应朝鲜党和政府请求，中国党和政府以非凡气魄和胆略作出抗美援朝、保家卫国的历史性决策。1950年10月19日，中国人民志愿军在彭德怀司令员兼政治委员率领下进入朝鲜战场。这是以正义之师行正义之举。...... 经过艰苦卓绝的战斗，中朝军队打败了武装到牙齿的对手，打破了美军不可战胜的神话，迫使不可一世的侵略者于1953年7月27日在停战协定上签字”。而美国国务院发言人摩根·奥塔格斯通過推特，就朝鲜战争的爆发表示是中共领导人毛泽东支持朝鮮侵略韓國，自由主义国家反击，中国共产党又派出大量部队參戰，朝鮮戰爭才因而爆發。大韩民国外交部长官康京和也表示正向中方传达韩方的立场，采取必要措施。她引用联合国安理会决议，指朝鲜战争（韩战）是朝鲜南下侵略爆发的，并称这是无法否认的历史事实，也为国际社会所熟知。大韩民国国防部长官徐旭在出席韩国国会国防委员会的国政监查时表示不同意习近平的表述，他表示“韩国战争分明是南侵战争，是（北韩）受到了斯大林和毛泽东的唆使后侵略南方的战争，联合国军在危急关头拯救了我国。”这是韩国高官就韩方所认为的中国歪曲历史事实首次作出的表述。对此，中国驻韩国大使邢海明回应指，习近平所指的抗美援朝战争“捍卫国际正义与世界和平，守护新生的中华人民共和国”，中国无意与任何人打仗，希望韩国从历史的角度看待习的言论。

## 相关
- 抗美援朝纪念馆
- 祖國解放戰爭勝利紀念日
- 韩国向中国移交志愿军遗骸
- 2020年中国人民解放军台海演练